# Culicoides capricorniae
Culicoides capricorniae är en tvåvingeart som beskrevs av Dyce och Wirth 1997. Culicoides capricorniae ingår i släktet Culicoides och familjen svidknott. Inga underarter finns listade i Catalogue of Life.